# В капан (теленовела)
В капан (на испански: Atrapada) е мексиканска теленовела, създадена от Кармен Даниелс и Лиляна Абуд, режисирана от Хосе Кабайеро и продуцирана от Ернесто Алонсо за Телевиса през 1991-1992 г.
В главните роли са Кристиан Бах и Ектор Бония, а в отрицателните - Гилермо Капетийо и Ракел Олмедо.

## Сюжет
Всичко започва по време на парти по случай края на годината, организирано от милионерското семейство Монтеро. Антонио Монтеро, президент на компаниите „Монтермекс“, е открит мъртъв, като се твърди, че се е самоубил, но Камила, неговата дъщеря, е убедена, че баща ѝ е убит, за да го отстранят от пътя и заради контрола над бизнеса.
Така започват подозренията и интригите. Всички са заподозрени, включително мъжете, които Камила е обичала: Рене Писаро, първото ѝ гадже; Анхел Монтеро, в когото също се е влюбила; и Гонсало Родригес, за когото се омъжила, без да обича. Никой не е видял съпруга ѝ на празника, докато един от обслужващия персонал не споменава, че го е видял същата нощ в къщата на семейство Монтеро.
Но малко по малко настъпват още смъртни случаи, които поставят Камила в капан от болка, мъка и напрежение. Дали убиецът е един от мъжете, които Камила обича? Ще поиска ли убиецът да я убие, тъй като тя е решена на всяка цена да открие неговата самоличност?

## Актьори
Част от актьорския състав:
- Кристиан Бах - Камила Монтеро
- Ектор Бония - Гонсало Родригес
- Гилермо Капетийо - Анхел Монтеро
- Алма Муриел - Луиса
- Франк Моро - Хайме
- Ракел Олмедо - Кристина Монтеро
- Гилермо Гарсия Канту - Виктор Монтеро
- Херардо Мургия - Рене Писаро
- Маргарита Гралия - Адела
- Росарио Галвес - Томаса
- Ернесто Годой - Раул
- Марисол Сантакрус - Соня Монтеро
- Родриго Видал - Луис
- Хулиета Егурола - Фина Монтеро
- Армандо Араиса - Фернандо
- Лусеро Ландер - Елиса Писаро
- Алисия Фар - Нина
- Мигел Суарес - Дон Фернандо

## Премиера
Премиерата на В капан е на 19 август 1991 г. по Canal de las Estrellas. Последният 180. епизод е излъчен на 24 април 1992 г.